# Bauhs Nunatak
Bauhs Nunatak är en nunatak i Antarktis. Den ligger i Östantarktis. Nya Zeeland gör anspråk på området. Toppen på Bauhs Nunatak är 2 225 meter över havet, eller 185 meter över den omgivande terrängen. Bredden vid basen är 7,1 km.
Terrängen runt Bauhs Nunatak är platt åt sydost, men åt nordväst är den kuperad. Trakten är obefolkad. Det finns inga samhällen i närheten.